# Efstrat Billa
Efstrat Billa est un joueur de football albanais, né le 13 juin 1980. Son poste de prédilection est gardien.

## Sélections
- 2003 :  Équipe d'Albanie de football

## Clubs successifs
| Saison                      | Club                  | Pays | Palmarès                             |
| --------------------------- | --------------------- | ---- | ------------------------------------ |
| juillet 1997-juin 2003      | KS Flamurtari Vlorë   |      |                                      |
| juillet 2003-juin 2004      | Atromitos FC          |      |                                      |
| juillet 2004-août 2004      | KF Partizan Tirana    |      | Coupe d'Albanie Supercoupe d'Albanie |
| septembre 2004-janvier 2005 | KS Shkumbini Peqin    |      |                                      |
| février 2005-juin 2005      | KF Egnatia Rrogozhinë |      |                                      |
| juillet 2005-juin 2006      | Akratitos Liosion     |      |                                      |
| juillet 2006-juin 2007      | KS Flamurtari Vlorë   |      |                                      |
| juillet 2007-juin 2008      | Skënderbeu Korçë      |      |                                      |